# Avre (affluent de la Somme)
Pour les articles homonymes, voir Avre.
L'Avre est une rivière des Hauts-de-France dans les deux départements de l'Oise et de la Somme, en ancienne région Picardie, principal affluent gauche de la Somme.
Située en plein sud du bassin versant de la Somme, l'Avre est le principal affluent de la Somme, tant en termes de module qu'en surface de bassin versant, malgré un débit spécifique médiocre. Elles confluent dans l'agglomération amiénoise.

## Étymologie
Le nom de la rivière était primitivement Arva.

## Géographie
Longue de 66,2 kilomètres, elle draine un bassin relativement important (1 150 km2) mais ne présente qu'un débit médiocre (5,1 m3/s) près de sa confluence avec la Somme à Longueau. La largeur du cours d'eau varie entre 1 et 15 m.
L'Avre prend sa source à 81 m d'altitude, dans le bois de Crapeaumesnil, à moins d'un kilomètre des fermes Sébastopol et Haussu, sur la commune d'Amy, à la limite avec Crapeaumesnil, commune qu'elle rejoint quelques centaines de mètres plus loin, pour moins d'un kilomètre et retrouver la commune d'Amy, ces deux communes se partagent le bois de Crapeaumesnil.
La confluence avec la Somme s'effectue à Camon, à 24 m d'altitude, à la limite d'Amiens.

### Départements, communes et cantons traversés
Dans les deux départements de l'Oise et la Somme, l'Avre traverse trente-trois communes et six cantons :
L'Avre picarde prend sa source dans le département de l'Oise à Amy, dans le canton de Lassigny puis traverse les communes de Crapeaumesnil et Avricourt, aussi dans le canton de Lassigny (3 communes dans l'Oise).
Puis dans la Somme elle traverse les trente communes - dans l'ordre amont vers aval de Verpillières, Roiglise, Roye, Saint-Mard, l'Échelle-Saint-Aurin, Villers-lès-Roye, Andechy, Marquivillers, Guerbigny, Warsy, Becquigny, Arvillers, Davenescourt, Boussicourt, Pierrepont-sur-Avre, Contoire, Hargicourt, Braches, La Neuville-Sire-Bernard, Morisel, Moreuil, Thennes, Hailles, Thézy-Glimont, Fouencamps, Boves, Cagny, Longueau, Amiens, Camon. Elle conflue à Camon près d'Amiens à 24 mètres d'altitude avec la Somme.
Elle traverse donc un canton dans l'Oise le canton de Lassigny et six cantons dans la Somme : le canton de Montdidier, le canton de Roye, le canton de Moreuil, le canton de Boves, le canton d'Amiens-4-Est et le canton d'Amiens-5-Sud-Est, dans les trois arrondissement de Compiègne, arrondissement de Montdidier et arrondissement d'Amiens.

### Toponyme
L'Avre a donné son hydronyme à la commune de Pierrepont-sur-Avre.
La ressemblance entre Avricourt et l'Avre paraît fortuite.

### Bassin versant
L'Avre traverse une seule zone hydrographique « l'Avre et le canal de la Somme de l'écluse numéro 16 Lamotte à l'écluse numéro 17 Amiens » (E640).
Le bassin versant de l'Avre est de 928 km2 ou de 1 300 km2 selon la Banque Hydro. Les bassins versants voisins sont au nord-ouest, au nord et au nord-est la Somme, à l'est l'Ingon, au sud-est l'Aronde, au sud l'Arré, au sud-ouest la Brêche, et à l'ouest la Selle.

### Organisme gestionnaire
L'organisme gestionnaire est l'AMEVA ou « syndicat mixte d'aménagement et valorisation du bassin de la Somme ». Un SAGE ou schéma d'aménagement et de gestion des eaux est en cours d'élaboration dans le cadre de la Somme aval et cours d'eau côtiers.

## Affluents
L'Avre a onze tronçons affluents référencés dont :
- la Noye (rg[note 2]), 33,4 km qui la rejoint à Boves

et comme affluents secondaires :
- les Trois Doms (rg) 17 km qui la rejoint à Pierrepont-sur-Avre[8] en rive gauche,
- la Brache (rg), 5,6 km qui la rejoint à Braches
- la Luce (rd), 18 km qui la rejoint à Berteaucourt-les-Thennes ainsi que
- le rû Saint-Firmin (rd)[1] 1,7 km de long qui traverse la commune de Roye dans le canton de Roye[9].

### Rang de Strahler
Donc son rang de Strahler est de trois par la Noye ou les Trois Doms.

## Hydrologie
Son régime hydrologique est dit pluvial océanique.

### L'Avre à Moreuil
L'Avre a été observée depuis le 1er janvier 1968  à la station E6406010 L'Avre à Moreuil, à 36 m d'altitude et pour un bassin versant de 624 km2.
Le module y est de 2,22 m3/s.

### Étiage ou basses eaux

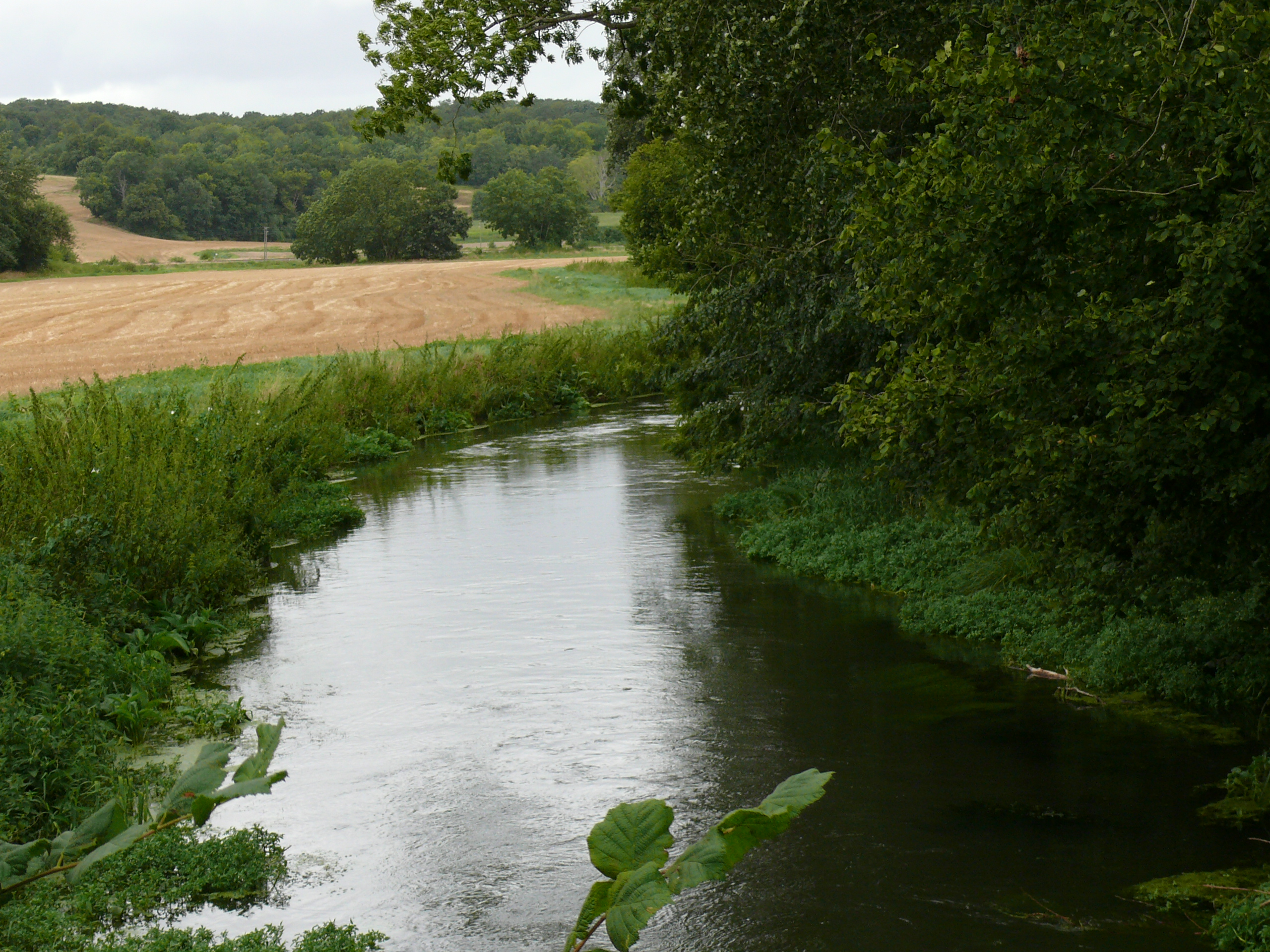
L'Avre et sa vallée à La Neuville-Sire-Bernard.

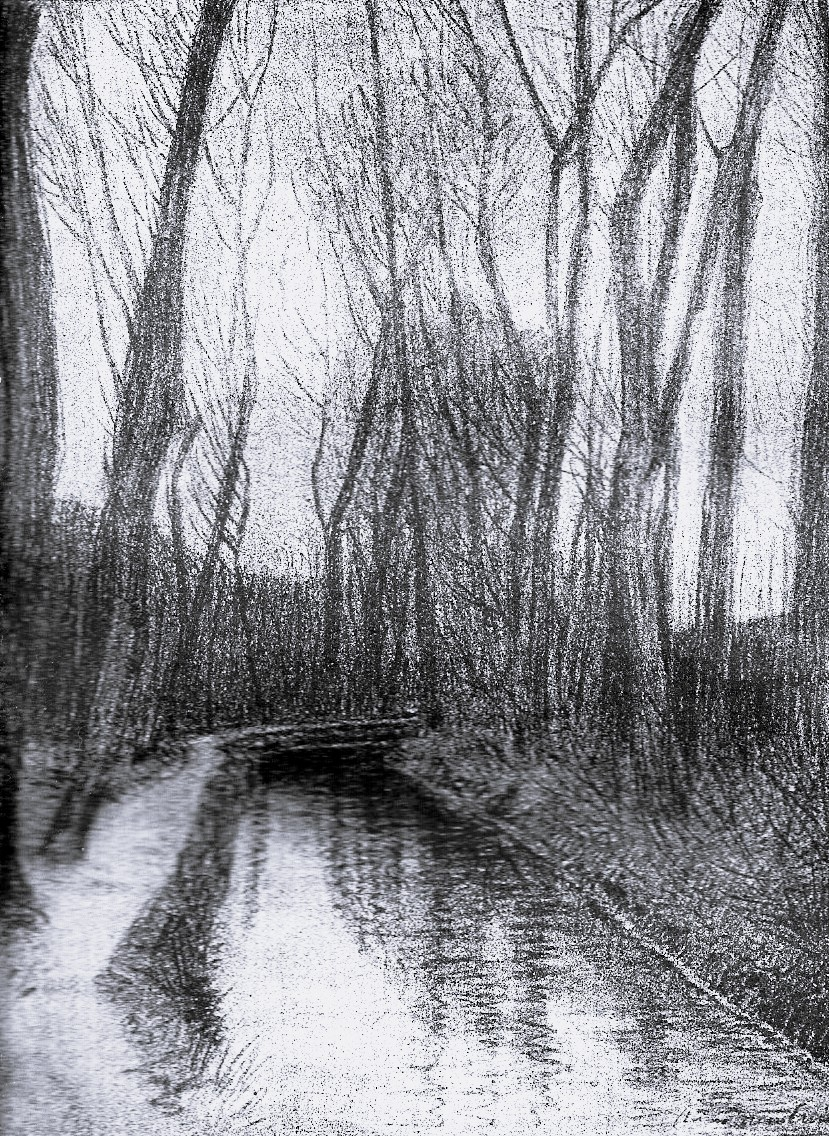
Hans am Ende: Le ruisseau de l'Avre avec le chemin de halage entre St. Mard et St. Aurin, esquisse: 1914

À l'étiage, c'est-à-dire aux basses eaux, le VCN3, ou débit minimal du cours d'eau enregistré pendant trois jours consécutifs sur un mois, en cas de quinquennale sèche s'établit à 0,840 m3/s, ce qui reste très confortable,.

### Crues
Sur cette période d'observation, le débit journalier maximal a été observé le 11 juillet 2001 pour 10,10 m3/s. Le débit instantané maximal a été observé le même 11 juillet 2001 avec 6,76 m3/s en même temps que la hauteur maximale instantanée de 1 010 mm soit 1,01 m.
Le QIX 2 est de 3,4 m3/s, le QIX 5 est 4,4 m3/s, le QIX 10 est de 5,1 m3/s, le QIX 20 est de 5,8 m3/s et le QIX 50 est de 6,6 m3/s. Le QIX 100 n'a pas pu être calculé, vu la période d'observation de quarante-neuf ans trop courte.

### Lame d'eau et débit spécifique
La lame d'eau écoulée dans cette partie du bassin versant de la rivière est de 112 millimètres annuellement, ce qui n'est qu'un tiers de la moyenne en France, à 300 mm/an. Le débit spécifique (Qsp) atteint 3,6 litres par seconde et par kilomètre carré de bassin.

### Vigilance Alerte
Depuis l'été 2022, l'Avre est placé sous différentes vigilances, début avril 2023, la préfecture de la Somme, à classée la rivière en « vigilance renforcée ».
Le 17 juillet 2023, la préfet signe un arrêté passant la rivière à « alerte renforcée »

## Aménagements et écologie
- L'Avre a fait l'attention du Conservatoire de Picardie[13].

- De même, le réseau Natura 2000 a identifié les tourbières et marais de l'Avre comme SIC soit site d'importance communautaire[14].

- Quelques kilomètres avant son embouchure, à l'entrée de l'agglomération amiénoise, l'Avre passe sous un pont de l'autoroute française A29 et de la rocade d'Amiens, juste à côté du viaduc de l'Avre qui enjambe, lui, sa vallée.

- Site Ramsar : depuis le 18 décembre 2017, la vallée de l'Avre est incluse dans l'espace labellisé au titre de la convention de Ramsar, intitulé marais et tourbières des vallées de la Somme et de l'Avre.